# The Adventures of Tintin: Secret of the Unicorn
The Adventures of Tintin: Secret of the Unicorn (рус. Приключе́ния Тинти́на: Та́йна единоро́га) — компьютерная игра в жанре action и квеста, разработанная компанией Ubisoft Montpellier по одноимённому фильму, который основан на серии комиксов «Приключения Тинтина» бельгийского художника Эрже. Выпуск игры был запланирован так, чтобы совпасть с датой выхода фильма, то есть на конец 2011 года. В Европе игра вышла 21 октября, 1 декабря — в Австралии и 6 декабря в США. Издателем игры стала компания Ubisoft.

## Игровой процесс

У игры есть две разные версии, отличающиеся игровым процессом. Сверху версия для персональных компьютеров и домашних приставок, снизу версия для планшетов под управлением iOS и Android.

Игра в основном является двухмерным платформером с элементами головоломок, однако есть и другие виды уровней — например, уровни, где игрок управляет самолётом марки Beechcraft, уровни где игрок управляет мотоциклом, и уровни посвящённые драке на мечах. Игрок в большей части игры управляет Тинтином, однако на некоторых этапах под управление попадает фокстерьер Снежок, а в финальной битве игрок управляет Капитаном Хэддоком. Снежок может идти по запаху Тинтина, а также и по запаху других людей и существ, и может отпугивать лаем некоторые опасные существа. Тинтин может бить противников и карабкаться по лестницам. В то время как Тинтин может атаковать только кулаками, Хэддок может использовать меч. Также в игре включен кооперативный режим, где действие происходит в кошмарах Капитана Хэддока, и где Тинтин, Хэддок и Бьянка Кастафиоре, управляемые различными игроками, должны завершить каждый уровень путем использования своих уникальных способностей.
Игровой процесс версии для iOS и Android значительно отличается от такового в версиях для Windows и приставок. К примеру, игра не использует вид сбоку, а использует вид сзади в трехмерной перспективе. Игрок может либо бегать с помощью нажатия кнопки «бег», либо красться с помощью кнопки «красться». Игрок не может атаковать противников напрямую, но может нажимать и смахивать кнопки на экране для осуществления атакующих движений. На уровнях Сэра Фрэнсиса игрок может стрелять из пушек и участвовать в драках на мечах. Фехтования происходят с видом сбоку, и управление осуществляется быстрыми движениями пальца по экрану. Кроме этого в игре есть уровни в жанре «стелс», и есть QTE-coбытия.

## Оценки и награды
| Сводный рейтинг       | Сводный рейтинг                                                      |
| Агрегатор             | Оценка                                                               |
| --------------------- | -------------------------------------------------------------------- |
| GameRankings          | 46,00 % (Wii) X360: 64,65 % PS3: 64,61 % 55,67 % (3DS) 87,60 % (iOS) |
| Metacritic            | 59/100 (PS3) 63/100 (Xbox 360) 70/100 (3DS)                          |
| Иноязычные издания    |                                                                      |
| Издание               | Оценка                                                               |
| 1UP.com               | D                                                                    |
| Edge                  | 6/10                                                                 |
| Eurogamer             | 7/10                                                                 |
| GameSpot              | 5/10                                                                 |
| GamesRadar+           | 3/5                                                                  |
| IGN                   | 6,5/10                                                               |
| 148 Apps              | 4,5/5 (iOS)                                                          |
| AppSpy                | 4/5 (iOS)                                                            |
| Gamezebo              | 5/5 (iOS)                                                            |
| Slide to Play         | 4/4 (iOS)                                                            |
| Русскоязычные издания |                                                                      |
| Издание               | Оценка                                                               |
| Absolute Games        | 62 % (iOS)                                                           |
| «Игромания»           | 6/10 (Windows)                                                       |
| «НИМ»                 | 7/10 (Windows)                                                       |

Версия для персональных компьютеров, Xbox 360, PlayStation 3, Nintendo 3DS и Wii получила смешанные отзывы. При этом, версия для iOS и Android получила очень положительные отзывы.
На GameRankings версия для Wii получила среднюю оценку в 45,00 % от двух обзоров, версия для Xbox 360 оценку в 64,65 %, для PS3 — 64,61 % на основе восемнадцати обзоров, для 3DS — 64,67 % на основе трех обзоров. Версия для iOS получила 87,60 % на основании пяти обзоров. На Metacritic версия для PS3 получила средний балл в 58 из 100 на основании двадцати семи обзоров, версия для Xbox — 63 из 100 на основе тридцати шести обзоров, а версия для 3DS — 56 из 100 на основе восьми.
Обозреватель Absolute Games счел версию для iOS «сносной», и отметил, что «по большому счету, вся игра состоит из череды QTE, которую лишь изредка прерывают примитивный „стелс“ и задачки в духе Cut the Rope». Владимир Пуганов, рецензент «Навигатора игрового мира», отметил что игра — «одна из скромных жемчужин среди благоухающих куч, наспех выпущенных аккурат к кинопремьерам», и что она удивила его и качеством и количеством содержимого.